# تاکشی هاندا
تاکشی هاندا (انگلیسی: Takeshi Handa؛ زادهٔ ۲۶ ژوئن ۱۹۸۵) بازیکن فوتبال اهل ژاپن است.